# Joelinton
Joelinton Cassio Apolinário de Lira (* 14. srpna 1996, Aliança), známý i jako Joelinton, je brazilský profesionální fotbalista, který hraje na pozici ofensivního záložníka za anglický klub Newcastle United FC, kam přestoupil v roce 2019 z německého Hoffenheimu za částku ve výši okolo 40 miliónů liber, díky čemuž se stal nejdražším přestupem v historii klubu.

## Klubová kariéra
Za Sport Club do Recife hrál od 14 let. Do A-mužstva se probojoval na konci roku 2014.
V červnu 2015 se dohodl na přestupu z brazilského klubu Sport Club do Recife do německého bundesligového týmu TSG 1899 Hoffenheim, kde podepsal pětiletou smlouvu.

V létě 2016 odešel z Hoffenheimu na hostování do Rapidu Vídeň.

### Newcastle United
Dne 23. července 2019 přestoupil Joelinton připojil do Newcastle United, kde podepsal šestiletou smlouvu, za klubový rekordní poplatek ve výši 40 milionů liber. V klubu debutoval 11. srpna při prohře 1:0 s Arsenalem; spolu se svým spoluhráčem Miguelem Almirónem byli za své výkony kritizováni historickým střelcem klubu Alanem Shearerem.
Joelinton vstřelil svůj první gól v Premier League 25. srpna, když vstřelil v utkání s Tottenhamem Hotspur jediný gól zápasu. Až 14. ledna 2020 vstřelil svůj druhý gól v klubu, když se prosadil v zápase třetího kola FA Cupu proti Rochdale.

## Reprezentační kariéra
Joelinton odehrál v roce 2012 čtyři utkání v brazilské reprezentaci do 17 let a vstřelil dva góly.

## Statistiky

### Klubové
K 4. dubna 2021
| Klub                | Sezóna  | Liga           | Liga   | Liga | Národní pohár | Národní pohár | Ligový pohár | Ligový pohár | Ostatní | Ostatní | Celkem | Celkem |
| Klub                | Sezóna  | Liga           | Zápasy | Góly | Zápasy        | Góly          | Zápasy       | Góly         | Zápasy  | Góly    | Zápasy | Góly   |
| ------------------- | ------- | -------------- | ------ | ---- | ------------- | ------------- | ------------ | ------------ | ------- | ------- | ------ | ------ |
| Sport Recife        | 2014    | Série A        | 7      | 2    | 1             | 0             | —            | —            | 1       | 0       | 9      | 2      |
| Sport Recife        | 2015    | Série A        | 5      | 1    | 5             | 1             | —            | —            | 20      | 3       | 30     | 5      |
| Sport Recife        | Celkem  | Celkem         | 12     | 3    | 6             | 1             | —            | —            | 21      | 3       | 39     | 7      |
| Hoffenheim          | 2015/16 | Bundesliga     | 1      | 0    | 0             | 0             | —            | —            | 0       | 0       | 1      | 0      |
| Hoffenheim          | 2018/19 | Bundesliga     | 28     | 7    | 2             | 3             | —            | —            | 5       | 1       | 33     | 11     |
| Hoffenheim          | Celkem  | Celkem         | 29     | 7    | 2             | 3             | —            | —            | 5       | 1       | 34     | 11     |
| Rapid Vídeň (host.) | 2016/17 | Bundesliga     | 33     | 8    | 5             | 3             | —            | —            | 10      | 2       | 48     | 13     |
| Rapid Vídeň (host.) | 2017/18 | Bundesliga     | 27     | 7    | 4             | 1             | —            | —            | 0       | 0       | 31     | 8      |
| Rapid Vídeň (host.) | Celkem  | Celkem         | 60     | 15   | 9             | 4             | —            | —            | 10      | 2       | 79     | 21     |
| Newcastle United    | 2019/20 | Premier League | 38     | 2    | 6             | 2             | 0            | 0            | —       | —       | 44     | 4      |
| Newcastle United    | 2020/21 | Premier League | 24     | 2    | 1             | 0             | 5            | 2            | —       | —       | 30     | 4      |
| Newcastle United    | Celkem  | Celkem         | 62     | 4    | 7             | 2             | 5            | 2            | 0       | 0       | 74     | 8      |
| Celkem              | Celkem  | Celkem         | 163    | 29   | 26            | 10            | 5            | 2            | 37      | 8       | 225    | 47     |

## Ocenění

### Klubové

#### Sport Recife
- Campeonato Pernambucano: 2014
- Copa do Nordeste: 2014